# Tylorida
Genre
Synonymes
- Anopas Archer, 1951
- Sternospina Schmidt & Krause, 1993

Tylorida est un genre d'araignées aranéomorphes de la famille des Tetragnathidae.

## Distribution
Les espèces de ce genre se rencontrent en Asie, en Afrique et en Océanie.

## Liste des espèces
Selon World Spider Catalog (version 21.0, 11/07/2020) :
- Tylorida flava Sankaran, Malamel, Joseph & Sebastian, 2017
- Tylorida marmorea (Pocock, 1901)
- Tylorida mengla Zhu, Song & Zhang, 2003
- Tylorida mornensis (Benoit, 1978)
- Tylorida seriata Thorell, 1899
- Tylorida striata (Thorell, 1877)
- Tylorida tianlin Zhu, Song & Zhang, 2003
- Tylorida ventralis (Thorell, 1877)

## Publication originale
- Simon, 1894 : Histoire naturelle des araignées. Paris, vol. 1, p. 489-760 (texte intégral).